# Cryptographis brunneacollis
Cryptographis brunneacollis là một loài bướm đêm trong họ Crambidae.